# Занковићи
Занковићи је насеље у општини Бар у Црној Гори. Према попису из 2003. било је 249 становника (према попису из 1991. било је 196 становника).

## Демографија
У насељу Занковићи живи 188 пунолетних становника, а просечна старост становништва износи 37,4 година (36,4 код мушкараца и 38,4 код жена). У насељу има 87 домаћинстава, а просечан број чланова по домаћинству је 2,86.
Становништво у овом насељу веома је хетерогено, а у последња три пописа, примећен је пораст у броју становника.
|  |

| Демографија | Демографија | Демографија |
| Година      | Становника  | Становника  |
| ----------- | ----------- | ----------- |
|             |             |             |
|             |             |             |
|             |             |             |
|             |             |             |
| 1948.       | 48          |             |
| 1953.       | 67          |             |
| 1961.       | 71          |             |
| 1971.       | 134         |             |
| 1981.       | 131         |             |
| 1991.       | 196         | 185         |
| 2003.       | 254         | 249         |
|             |             |             |

| Етнички састав према попису из 2003.‍ | Етнички састав према попису из 2003.‍ | Етнички састав према попису из 2003.‍ | Етнички састав према попису из 2003.‍ | Етнички састав према попису из 2003.‍ |
| ------------------------------------ | ------------------------------------ | ------------------------------------ | ------------------------------------ | ------------------------------------ |
|                                      |                                      |                                      |                                      |                                      |
| Црногорци                            | Црногорци                            |                                      | 115                                  | 46,18%                               |
| Срби                                 | Срби                                 |                                      | 105                                  | 42,16%                               |
| Хрвати                               | Хрвати                               |                                      | 6                                    | 2,40%                                |
| Албанци                              | Албанци                              |                                      | 3                                    | 1,20%                                |
| Југословени                          | Југословени                          |                                      | 2                                    | 0,80%                                |
| Мађари                               | Мађари                               |                                      | 1                                    | 0,40%                                |
| непознато                            | непознато                            |                                      | 0                                    | 0,0%                                 |

| Година пописа     | 1948. | 1953. | 1961. | 1971. | 1981. | 1991. | 2003. |
| ----------------- | ----- | ----- | ----- | ----- | ----- | ----- | ----- |
| Број домаћинстава | 17    | 19    | 19    | 38    | 40    | 63    | 88    |

| Број чланова      | 1  | 2  | 3  | 4  | 5  | 6 | 7 | 8 | 9 | 10 и више | Просек |
| ----------------- | -- | -- | -- | -- | -- | - | - | - | - | --------- | ------ |
| Број домаћинстава | 87 | 16 | 29 | 15 | 15 | 5 | 5 | 1 | 1 | 0         | 0      |

| Пол    | Укупно | Неожењен/Неудата | Ожењен/Удата | Удовац/Удовица | Разведен/Разведена | Непознато |
| ------ | ------ | ---------------- | ------------ | -------------- | ------------------ | --------- |
| Мушки  | 96     | 23               | 66           | 1              | 2                  | 4         |
| Женски | 103    | 18               | 60           | 18             | 5                  | 2         |
| УКУПНО | 199    | 41               | 126          | 19             | 7                  | 6         |

| Пол    | Укупно                    | Пољопривреда, лов и шумарство | Рибарство                            | Вађење руде и камена | Прерађивачка индустрија       |
| ------ | ------------------------- | ----------------------------- | ------------------------------------ | -------------------- | ----------------------------- |
| Мушки  | 38                        | 0                             | 0                                    | 0                    | 3                             |
| Женски | 20                        | 0                             | 0                                    | 0                    | 0                             |
| УКУПНО | 58                        | 0                             | 0                                    | 0                    | 3                             |
| Пол    | Производња и снабдевање   | Грађевинарство                | Трговина                             | Хотели и ресторани   | Саобраћај, складиштење и везе |
| Мушки  | 1                         | 2                             | 7                                    | 3                    | 12                            |
| Женски | 0                         | 0                             | 9                                    | 4                    | 0                             |
| УКУПНО | 1                         | 2                             | 16                                   | 7                    | 12                            |
| Пол    | Финансијско посредовање   | Некретнине                    | Државна управа и одбрана             | Образовање           | Здравствени и социјални рад   |
| Мушки  | 0                         | 0                             | 1                                    | 3                    | 1                             |
| Женски | 0                         | 0                             | 0                                    | 4                    | 3                             |
| УКУПНО | 0                         | 0                             | 1                                    | 7                    | 4                             |
| Пол    | Остале услужне активности | Приватна домаћинства          | Екстериторијалне организације и тела | Непознато            | Непознато                     |
| Мушки  | 4                         | 0                             | 0                                    | 1                    | 1                             |
| Женски | 0                         | 0                             | 0                                    | 0                    | 0                             |
| УКУПНО | 4                         | 0                             | 0                                    | 1                    | 1                             |